# Wyomissing
Wyomissing es una ciudad ubicada en el condado de Berks en el estado estadounidense de Pensilvania, establecido el 2 de julio de 1906. Según el Censo del año 2010 tenía una población de 10.461 habitantes y una densidad poblacional de 867.2 personas por km². Wyomissing es la ciudad más poblado del condado de Berks.

## Geografía

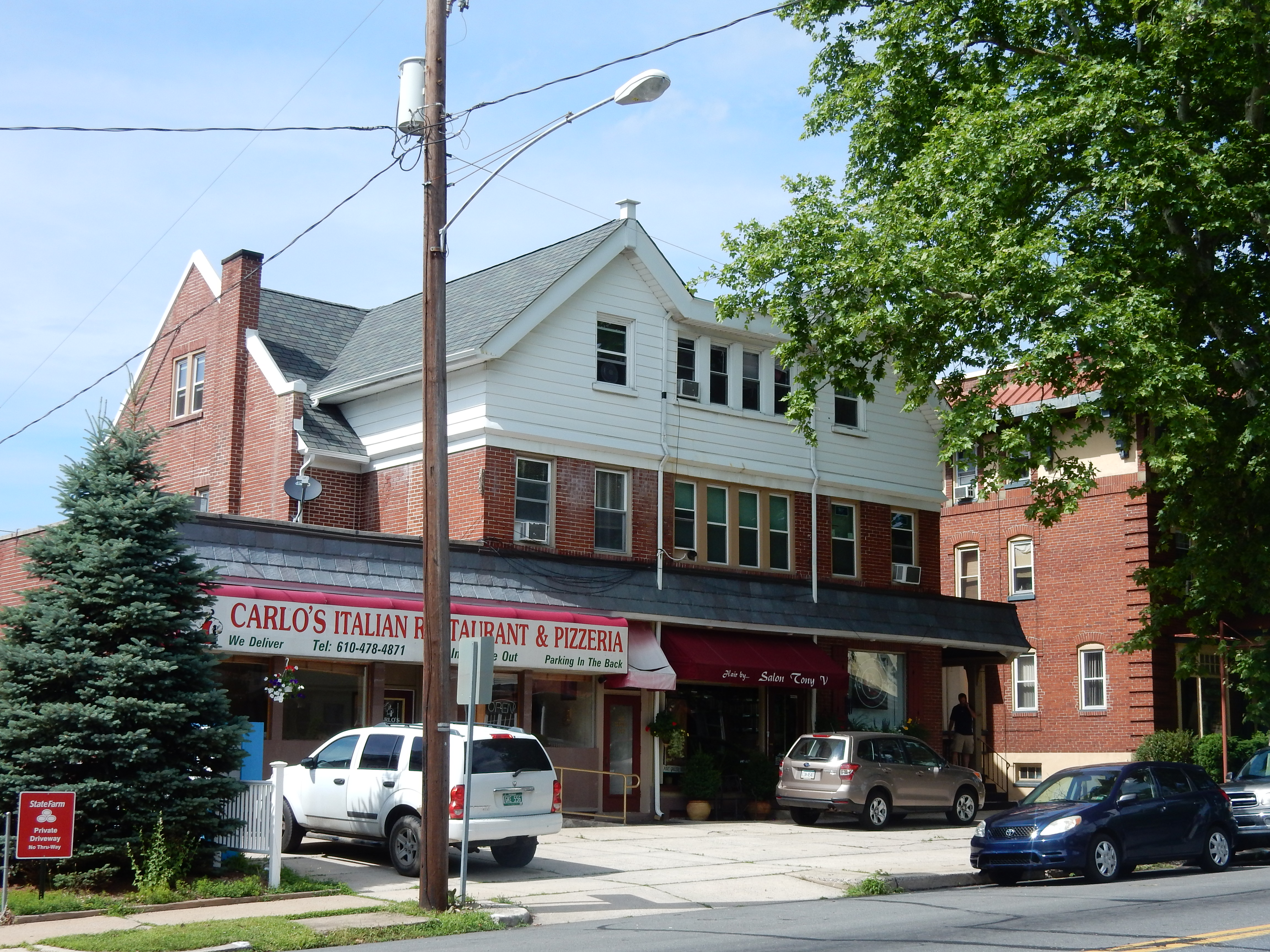
Avenida Penn

Wyomissing se encuentra ubicado en las coordenadas 40°19′58″N 75°57′53″O / 40.33278, -75.96472. Está rodeada por la ciudad de Reading al noreste y sureste, por West Reading al este, por el borough de Shillington y el Municipio de Cumru al sur, por el Municipio de Spring al oeste y noroeste, y por Municipio de Bern al norte. De sur a norte, el lado oeste de Wyomissing está rodeado por las comunidades no incorporadas de Montrose Manor, Lincoln Park, West Wyomissing, West Lawn, Whitfield y Colony Park.
De acuerdo a la Oficina del Censo de los Estados Unidos, este borough tiene una área total de 4.50 millas cuadradas (11.65 km²), de los cuales 4.48 millas cuadradas (11.60km²) son tierra y 0.019 millas cuadradas (0.05 km²), o 0.47%, es agua.

## Historia
Los habitantes originales de Wyomissing fueron los lenape, una tribu indígena norteamericana. 

## Demografía
Según la Oficina del Censo en 2000 los ingresos medios por hogar en la localidad eran de $54,681 y los ingresos medios por familia eran $78,112. Los hombres tenían unos ingresos medios de $54,167 frente a los $34,815 para las mujeres. La renta per cápita para la localidad era de $37,313. Alrededor del 3.4% de la población estaba por debajo del umbral de pobreza.

## Personas destacadas nacidas en este municipio

### Medios audiovisuales
- Taylor Swift, compositora, cantante y actriz ganadora de numerosos de premios.
- Megan Gallagher, actriz.
- Jillian Murray, actriz y modelo.
- Katrina Szish, presentadora y periodista

### Atletas
- Chad Henne jugador profesional de fútbol americano.
- Matt Lytle jugador profesional de fútbol americano.
- Ross Tucker jugador profesional de fútbol americano.

### Escritores
- Randy Cohen columnista del New York Times.